# Смиян, Максим Александрович
Макси́м Алекса́ндрович Смия́н (укр. Максим Олександрович Сміян; род. 11 апреля 2002, Киев) — украинский футболист, защитник клуба «Верес».

## Биография
Смиян является воспитанником киевской ДЮСШ № 15 и академии луганской «Зари». Сначала выступал за луганскую «Зарю» в молодёжном чемпионате Украины.
В октябре 2021 года был переведён в основной состав, впервые попал в заявку на победный (1:6) матч Премьер-лиги Украины против харьковского «Металлиста 1925» 31 октября 2021 года. Смиян дебютировал за луганскую «Зарю» только 11 августа 2022 года, выйдя на замену в проигранном (3:0) матче против румынского клуба «Университатя Крайова» в третьем квалификационном раунде Лиги конференций УЕФА 2022/23. В январе 2024 года подписал двухлетний контракт с ровенским «Вересом», за который во второй половине чемпионата провёл семь матчей.